# Dawid Kroczek
Dawid Kroczek (ur. 3 maja 1989 w Łodzi) – polski trener piłkarski. 

## Kariera trenerska
Przed objęciem pierwszej roli trenerskiej Kroczek był szkoleniowcem UKS SMS Łódź i drużyn Łódzkiego Związku Piłki Nożnej, a także odbywał staże w Benfice, Karpatach Lwów, Southampton, Zagłębiu Lubin, Cracovii, Lechii Gdańsk, Sandecji Nowy Sącz i Valencii.
W połowie 2019 roku został trenerem III-ligowego klubu Sokół Aleksandrów Łódzki i poprowadził drużynę do 17 zwycięstw i 12 remisów w 36 meczach, po czym w grudniu 2020 roku odszedł, aby dołączyć do sztabu Resovii jako asystent Radosława Mroczkowskiego. 29 września 2021 roku, po zwolnieniu Mroczkowskiego, funkcję menedżera objął Kroczek, którą pełnił do końca sezonu, który Resovia zakończyła na 11. miejscu. 27 czerwca 2022 roku powrócił do III ligi, aby poprowadzić Unię Skierniewice, pod wodzą Kroczka Unia zakończyła sezon na 7. miejscu w grupie, z bilansem 15 zwycięstw, 8 remisów i 11 porażek. Za obopólną zgodą opuścił klub rok i dzień po zatrudnieniu.
W lutym 2024 roku dołączył do Cracovii jako szef działu metodologii drużyn młodzieżowych, a od początku sezonu 2024/25 miał objąć kierownictwo drużyny rezerw. Jednak po zwolnieniu Jacka Zielińskiego po ligowym remisie 2:2 z ŁKS Łódź 5 kwietnia 2024 roku Kroczek awansował na stanowisko tymczasowego trenera do końca sezonu. Jego pierwszy mecz na boisku 14 kwietnia zakończył się zwycięstwem 3:1 na wyjeździe z liderem ekstraklasy Jagiellonią Białystok. 23 maja 2024 roku Kroczek podpisał kontrakt na pełnoetatowego szkoleniowca Cracovii do 30 czerwca 2025 roku z opcją przedłużenia o kolejny rok. 15 maja 2025 roku poinformowano, że z końcem sezonu 2024/2025 Kroczek przestanie pełnić funkcję pierwszego trenera Cracovii. Sezon 2024/2025 Cracovia pod wodzą Kroczka skończyła na 6. miejscu.
18 czerwca 2025 dołączył do Rakowa Częstochowa jako asystent trenera.